# أنتونوف إيه-40
أنتونوف إيه-40 كريليا تانكا أو أجنحة دبابة أنتونوف إيه-40 (بالروسية: крылья танка، وتعني "أجنحة الدبابة") كانت محاولة سوفيتية للسماح للدبابة بالانزلاق في ساحة المعركة بعد أن يتم سحبها عالياً بواسطة طائرة، لدعم القوات المحمولة جواً أو البارتيزان. تم بناء نموذج أولي واختباره في عام 1942، ولكن وجد أنه غير عملي. يُطلق على هذه المركبة أحيانًا اسم A-40T أو KT.

## التصميم والتطوير
بدلاً من تحميل الدبابات الخفيفة على الطائرات الشراعية، كما فعلت الدول الأخرى، قامت القوات السوفيتية المحمولة جواً بربط تانكت تي-27 تحت قاذفات القنابل الثقيلة وهبطتها في المطارات. في ثلاثينيات القرن العشرين، كانت هناك جهود تجريبية لإسقاط الدبابات بالمظلات أو ببساطة إسقاطها في الماء. خلال احتلال بيسارابيا عام 1940، ربما تم إسقاط الدبابات الخفيفة من ارتفاع بضعة أمتار بواسطة قاذفات القنابل تي بي-3، والتي، طالما كانت علبة النقل في وضع محايد، سيسمح لها بالتوقف.
أكبر مشكلة في مركبات الإنزال الجوي هي أنه إذا تم إسقاط أطقمها بشكل منفصل، فقد يتم تأخيرها أو منعها من البدء في العمل. تسمح الطائرات الشراعية للأطقم بالوصول إلى منطقة الهبوط مع مركباتهم. كما أنها تقلل من تعرض طائرات القطر القيمة، والتي ليس من الضروري أن تظهر في ساحة المعركة. لذلك أمرت القوات الجوية السوفيتية أوليغ أنتونوف بتصميم طائرة شراعية لهبوط الدبابات.
كان أنتونوف أكثر طموحًا. وبدلاً من بناء طائرة شراعية، أضاف مهدًا قابلاً للفصل إلى دبابة خفيفة من طراز تي-60 تحمل أجنحة كبيرة من الخشب والقماش ذات السطحين وذيلًا مزدوجًا. يمكن لمثل هذه الدبابة أن تنزلق إلى ساحة المعركة، وتسقط جناحيها، وتكون جاهزة للقتال في غضون دقائق.
تم تحويل إحدى دبابات تي-60 إلى طائرة شراعية في عام 1942، وكان من المقرر أن يتم قطرها بواسطة طائرة بيتلياكوف بي-8 أو توبوليف تي بي-3. تم تفتيح الدبابة لاستخدامها في الهواء عن طريق إزالة تسليحها وذخائرها ومصابيحها الأمامية، وترك كمية محدودة جدًا من الوقود. حتى مع هذه التعديلات، اضطرت قاذفة القنابل تي بي-3 إلى التخلص من الطائرة الشراعية أثناء رحلتها الوحيدة، في 2 سبتمبر 1942، لتجنب الاصطدام، بسبب السحب الشديد للدبابة تي-60 (على الرغم من أن الدبابة انزلقت بسلاسة). كان يقود الطائرة A-40 الطيار الشراعي التجريبي السوفيتي الشهير سيرجي أنوخين. وهبطت الدبابة تي-60 في حقل قريب من المطار، وبعد أن أسقطت جناحيها وذيلها، أعادها السائق إلى قاعدتها. نظرًا لعدم وجود طائرة قوية بما يكفي لسحبها بالسرعة المطلوبة البالغة 160 كم/ساعة (99 ميلاً في الساعة)، تم التخلي عن المشروع.

## المواصفات
بيانات من موسوعة أوسبري للطائرات الروسية 1875-1995
الخصائص العامة
- الطاقم: اثنان
- السعة: 1 × دبابة تي-60

أنتونوف إيه-40

- الطول: 12.06 م (39 قدمًا 6.75 بوصة)
- باع الجناح (المسافة بين الجناحين): 18.00 م (59 قدمًا 0.75 بوصة)
- مساحة الجناح: 85.8 مترًا مربعًا (923.5 قدمًا مربعًا)
- الوزن الفارغ: 2,004 كجم (4,418 رطل)
- الوزن الإجمالي: 7,804 كجم (17,205 رطل)

## وصلات خارجية
- T-60 modifications نسخة محفوظة 2016-01-11 على موقع واي باك مشين. عند battlefield.ru
- Antonov KT flying tank عند unrealaircraft.com
- KT-40 flying tank عند صفحة الطيران الروسي
- Krylja Tanka، صفحة مصورة باللغة الليتوانية